# 小行星1105
小行星1105（1105 Fragaria）是一颗围绕太阳公转的小行星。1929年1月1日，卡爾·威廉·萊茵姆特在海德堡发现了此天体。
該小行星以草莓命名。
这颗小行星的绝对星等为10.18等。